# Mehdi Hamama
Mehdi Hamama, né le 7 mai 1985 en Algérie, est un nageur algérien.

## Carrière
Mehdi Hamama est médaillé de bronze du 400 mètres quatre nages aux Championnats d'Afrique de natation 2002 au Caire.
Aux Championnats d'Afrique de natation 2006 à Dakar, Mehdi Hamama est médaillé d'or du relais 4 x 200 mètres nage libre et médaillé de bronze du 50 mètres brasse et du 200 mètres quatre nages.
Il est médaillé d'argent du 4 x 100 mètres nage libre et du relais 4 x 200 mètres nage libre aux Jeux africains de 2007 à Alger.
Il est éliminé en séries du 200 mètres quatre nages aux Jeux olympiques d'été de 2008 à Pékin.
Aux Championnats d'Afrique de natation 2012 à Nairobi, Mehdi Hamama est médaillé de bronze du relais 4 x 100 mètres nage libre.